# Nana Mizuki
Nana Mizuki (水樹 奈々?, Mizuki Nana), pseudonimo di Nana Kondō (近藤 奈々?, Kondō Nana; Niihama, 21 gennaio 1980), è una doppiatrice e cantante giapponese.
Inizia la sua attività di seiyū nel 1998. Nel 2000 fa il suo debutto anche come cantante con il singolo Omoi, pubblicato dalla King Records. Il suo primo album, Supersonic Girl, viene invece pubblicato un anno dopo, il 5 dicembre 2001.

## Biografia
Nata e cresciuta a Niihama, nella prefettura di Ehime, 
Nata come Kondō Nana (近藤奈々?), 
iniziò a studiare la musica enka sin da quando aveva cinque anni.
Nel 1998 pubblicò con lo pseudonimo Chisato Kadokura una image song dal titolo "Girl's Age".
All'età di vent'anni venne notata dalla King Records, etichetta discografica giapponese, che il 6 dicembre 2000 pubblicò il suo singolo di debutto Omoi.
La canzone del 2004 Innocent Starter fu il suo primo singolo nella Top 10, mentre nel 2005 il suo singolo "Eternal Blaze" si posizionò al secondo posto nella classifica settimanale Oricon giapponese.
Nei primi Seiyū Awards del 2007 vinse il premio per la Miglior Performance Musicale con la canzone Justice to Believe. Durante il giugno del 2009 il suo settimo album Ultimate Diamond debuttò direttamente alla prima posizione della classifica settimanale Oricon degli album. Nella prima settimana vendette oltre 74 000 copie, superando nel suo paese l'album The E.N.D. della popolare band The Black Eyed Peas.
La notte di Capodanno tra il 2009 e il 2010 partecipa al 60º Kōhaku Uta Gassen della NHK cantando la canzone Shin'ai.
Nel febbraio 2010 diventa prima ambasciatrice del Turismo di Niihama, sua città natale.
Sempre nel 2010 vince il Premio Tomiyama Kei nella quarta edizione dei Seiyū Awards.
Nana Mizuki presta la sua voce alla "OS-tan" ufficiale di Windows 7 per il Giappone, Nanami Madobe.

## Doppiaggio

### Anime
1998
- Space-Time Detective Genshi-kun (Yamato Sora)

1999
- Shin Hakkenden (Saya)
- One Piece (Kozuki Hiyori)

2000
- Love Hina (Nyamo Namo)

2001
- Sister Princess (Aria)
- Shaman King (Tamao Tamamura, Korono)
- Mamimume Mogacho (Mako-chan)

2002
- Sister Princess: Re Pure (Aria)
- Seven of Seven (Nana Suzuki)
- Gravion (Marinia)
- Naruto (Hinata Hyuga)
- Happy Lesson (Minazuki Rokumatsuri)
- Princess Tutu (Rue Kuroha / Principessa Kraehe)
- Tenchi muyō! GXP (Neju Na Melmas)
- Samurai Deeper Kyo (Mika)

2003
- F-Zero: GP Legend (Lucy Liberty)
- Gravion Zwei (Marinia)
- Fullmetal Alchemist (Wrath)
- Happy Lesson Advance (Minazuki Rokumatsuri)
- Bottle Fairy (Kururu)
- Beast Fighter the Apocalypse (Ayaka Sanders)

2004
- Mahō shōjo Lyrical Nanoha (Fate Testarossa)
- Tactics (Suzu Edogawa)
- 2x2 = Shinobuden (Shinobu)
- Paranoia Agent (Taeko Hirukawa)
- Ragnarok The Animation (Yūfa)

2005
- Mahō shōjo Lyrical Nanoha A's (Fate Testarossa, Alicia Testarossa)
- Jigoku Shōjo (Tsugumi Shibata)
- Ichigo 100% (Yui Minamito)
- Basilisk (Oboro)
- Magical Canan (Sayaka Mizushiro)
- Elemental Gerad (Cisqua)
- Guyver the Bioboosted Armor (Mizuki Segawa)
- Koi Koi Seven (Yayoi Asuka)

2006
- Tsuyokiss Cool×Sweet (Sunao Konoe)
- Witchblade (Maria)
- Simoun (Morinas)
- Kiba (Roya)
- Jū ō sei (Tiz)
- Yoshinaga-san Chi no Gargoyle (Lili)
- Kaiketsu Zorori (Maruchiino)

2007
- Mahō shōjo Lyrical Nanoha StrikerS (Fate Testarossa Harlaown)
- Mokke (Mizuki Hibara)
- Minami-ke (Tōma Minami)
- Darker than Black (Misaki Kirihara)
- MapleStory (Krone)
- Ayakashi (Eimu Yoake)
- Shugo Chara! (Utau Hoshina, doppiata in italiano da Emanuela Pacotto)
- Shining Tears X Wind (Kanon Seena)
- Shinkyoku Sōkai Polyphonica (Yugiri Perserte)
- Naruto: Shippūden (Hinata Hyuga)
- Dragonaut -The Resonance- (Sieglinde Baumgard)
- Engage Planet Kiss Dum (Yuno Rukina)
- Claymore (Riful)
- Jigoku shōjo futakamori (Tsugumi Shibata)

2008
- Rosario + Vampire (Moka Akashiya)
- Minami-ke: Okawari (Tōma Minami)
- Allison & Lillia (Allison Whittington, Lillia Whittington-Schultz)
- Itazura na Kiss (Kotoko Aihara)
- Hakushaku to yōsei (Lydia Carlton)
- Shugo Chara!! Doki— (Utau Hoshina, doppiata in italiano da Emanuela Pacotto)
- Rosario + Vampire Capu2 (Moka Akashiya)
- Jigoku shōjo mitsuganae (Tsugumi Shibata)

2009
- White Album (Rina Ogata)
- Minami-ke: Okaeri (Tōma Minami)
- Rideback (Rin Ogata)
- Shinkyoku Sōkai Polyphonica Crimson S (Yugiri Perserte)
- Fullmetal Alchemist: Brotherhood (Lan Fan)
- Tegami Bachi (Sylvette Suede)
- Darker Than Black: Ryūsei no Gemini (Misaki Kirihara)
- Kämpfer (Kanden Yamaneko)
- Shugo Chara!!! Dokki Doki (Utau Hoshina, doppiata in italiano da Emanuela Pacotto)

2010
- HeartCatch Pretty Cure! (Tsubomi Hanasaki/Cure Blossom)
- Kuroshitsuji II (Alois Trancy)
- Tegami Bachi REVERSE (Sylvette Suede)

2011
- Hourou Musuko (Nitori Maho)
- Dog Days (Ricotta Elmar; Takatsuki Nanami) (ep 13)
- Toriko (Tina)
- Kampfer für die Liebe (Kanden Yamaneko)
- Blood-C (Saya Kisaragi)

2012
- Senki Zesshō Symphogear (Tsubasa Kazenari)
- Dog Days (Ricotta Elmar; Takatsuki Nanami)
- Naruto SD: Rock Lee & His Ninja Pals (Hinata Hyuga)
- Jinrui wa suitai shimashita (Pion) (ep 5-6)
- Zetsuen no tempest (Evangeline Yamamoto)
- Magi: The Labyrinth of Magic (Ren Hakuei)
- Medaka Box Abnormal (Ajimu Najimi)

2013
- Minami-ke Tadaima (Minami Tōma)
- Kakumeiki Valvrave (Kriemhild)
- Senki Zesshō Symphogear G (Tsubasa Kazanari)

2014
- Cross Ange (Ange)

2015
- Senki Zesshō Symphogear GX (Tsubasa Kazanari)
- Ushio e Tora (Hinowa Sekimori)

2017
- Boruto (Hinata Uzumaki)

2019
- Dororo (serie animata 2019) (Mio)

2021
- Shaman King (serie animata 2021) (Tamamura Tamao)
- Non tormentarmi, Nagatoro! (Sana Sunomiya)

2022
- Lamù e i casinisti planetari - Urusei yatsura (Kurama)

2024
- Shaman King Flowers (Tamamura Tamao)
- DanDaDan (Seiko Ayase)

### OAV
2001
- Happy Lesson OAV (Minazuki Rokumatsuri)
- Love Hina Special Spring (Nyamo Namo)
- Memories Off 2nd (Hotaru Shirakawa)

2002
- Generation of Chaos Next (Roji)

2003
- Memories Off 2nd Special: Nocturne (Hotaru Shirakawa)

2004
- Happy Lesson The Final (Minazuki Rokumatsuri)
- Hourglass of Summer (Kaho Serizawa)
- Memories Off 3.5 (Hotaru Shirakawa)

2005
- Ichigo 100% OAV (Yui Minamito)
- Fighting Fantasy Girl Rescue Me! Mave-chan (Mave-chan)

2006
- BALDR FORCE EXE Resolution (Ryang)
- Fullmetal Alchemist Premium Collection (Wrath)
- Fullmetal Alchemist: Alchimisti di Stato contro homunculus (Wrath)

2007
- Tales of Symphonia The Animation (Colette Brunel)
- Tokyo Marble Chocolate (Chizuru)

2009
- I Cavalieri dello zodiaco - The Lost Canvas (Pandora)

2010
- Tales of Symphonia: Tethe'alla Hen (Colette Brunel)

2011
- I Cavalieri dello zodiaco - The Lost Canvas 2 (Pandora)
- Supernatural: The Animation (Meg Masters)
- Tales of Symphonia: The United World (Colette Brunel)

2012
- Minami-ke Omatase (Minami Tōma)

### Film
2002
- Welcome to Pia Carrot: Sayaka no Koi-monogatari (Noriko Shima)

2004
- Pokémon: Destiny Deoxys (Audrey)

2005
- Fullmetal Alchemist - The Movie: Il conquistatore di Shamballa (Wrath)

2007
- Naruto Shippuden: L'esercito fantasma (Hinata Hyuga)
- Le bizzarre avventure di JoJo: Phantom Blood (Erina Pendleton)

2008
- Naruto Shippuden: Il maestro e il discepolo (Hinata Hyuga)
- Kara no kyōkai (Misaya Ōji)

2009
- Chō gekijōban Keroro Gunsō: Gekishin Dragon Warriors de arimasu! (Sion)
- Detective Conan: ... E le stelle stanno a guardare (Reporter Yoshii)
- Naruto Shippuden: Eredi della volontà del Fuoco (Hinata Hyuga)
- Il professor Layton e l'eterna Diva (Janice Quatlane)

2010
- Bungaku Shōjo (Nanase Kotobuki)
- Mahō shōjo Lyrical Nanoha The Movie 1st (Fate Testarossa)
- Eiga Pretty Cure All Stars DX 2 - Kibō no hikari Rainbow Jewel wo mamore! (Tsubomi Hanasaki/Cure Blossom)
- HeartCatch Pretty Cure! - Un lupo mannaro a Parigi (Tsubomi Hanasaki/Cure Blossom)

2011
- Tezuka Osamu no budda: Akai sabaku yo! Utsukushiku (Migaila)
- Eiga Pretty Cure All Stars DX 3 - Mirai ni todoke! Sekai wo tsunagu Niji-iro no hana (Tsubomi Hanasaki/Cure Blossom)
- Pocket Monsters Best Wishes! The Movie: Victini and the Black Hero: Zekrom (Victini)
- Pocket Monsters Best Wishes! The Movie: Victini and the White Hero: Reshiram (Victini)

2012
- Magic Tree House (Mamma)
- Eiga Pretty Cure All Stars New Stage - Mirai no tomodachi (Tsubomi Hanasaki/Cure Blossom)
- Doraemon: Nobita and the Island of Miracles ~Animal Adventure~ (Koron)
- Blood-C: The Last Dark (Saya)
- Mahō shōjo Lyrical Nanoha The Movie 2nd A's (Fate Testarossa)
- Road to Ninja: Naruto the Movie (Hinata Hyuga)
- Fuse Teppō Musume no Torimonochō (Itezuru)

2013
- Kaiketsu Zorori Mamoru ze! Kyōryū no Tamago (Dina)
- Toriko Movie: Bishokushin no Special Menu (Tina)
- Eiga Pretty Cure All Stars New Stage 2 - Kokoro no tomodachi (Tsubomi Hanasaki/Cure Blossom)

2014
- Eiga Pretty Cure All Stars New Stage 3 - Eien no tomodachi (Tsubomi Hanasaki/Cure Blossom)

2015
- Eiga Pretty Cure All Stars - Haru no carnival (Tsubomi Hanasaki/Cure Blossom)

2016
- Eiga Pretty Cure All Stars - Minna de utau Kiseki no mahō! (Tsubomi Hanasaki/Cure Blossom)

2018
- Eiga HUGtto! Pretty Cure Futari wa Pretty Cure - All Stars Memories (Tsubomi Hanasaki/Cure Blossom)

### Videogiochi
2002
- Reveal Fantasia: Mariel to Yōsei Monogatari (Hazel)
- Shaman King: Spirit of Shamans (Tamamura Tamao)

2003
- Shaman King: Soul Fight (Tamamura Tamao, Kororo)
- Tales of Symphonia (Colette Brunel)
- Naruto: Ultimate Ninja (Hinata Hyuga)
- Naruto: Clash of Ninja 2 (Hinata Hyuga)
- Fullmetal Alchemist and the Broken Angel (Armony Eiselstein)

2004
- Naruto: Path of the Ninja (Hinata Hyuga)
- Fullmetal Alchemist: Dream Carnival (Wrath)
- Naruto: Ultimate Ninja 2 (Hinata Hyuga)
- Naruto: Gekitou Ninja Taisen! 3 (Hinata Hyuga)

2005
- Naruto: Uzumaki Chronicles (Hinata Hyuga)
- Naruto: Gekitou Ninja Taisen! 4 (Hinata Hyuga)
- Naruto: Ultimate Ninja 3 (Hinata Hyuga)

2006
- Naruto: Ultimate Ninja Heroes 2: The Phantom Fortress (Hinata Hyuga)
- Summon Night 4 (Enysha)
- Wild Arms 5 (Rebecca Streisand)

2007
- Shining Force EXA (Amitaliri)
- Naruto Shippuden: Ultimate Ninja 4 (Hinata Hyuga)
- Shining Wind (Kanon Seena)
- Naruto Shippuden: Gekitou Ninja Taisen! EX 2 (Hinata Hyuga)

2008
- Rune Factory 2: A Fantasy Harvest Moon (Mana)
- Star Ocean: Second Evolution (Rena Lanford)
- Tales of Symphonia: Dawn of the New World (Colette Brunel)
- Avalon Code (Dorothea)
- Naruto Shippuden: Gekitou Ninja Taisen! EX 3 (Hinata Hyuga)

2009
- Naruto: Ultimate Ninja Storm (Hinata Hyuga)
- Luminous Arc 3: Eyes (Ashley)
- Naruto Shippuden: Ultimate Ninja Heroes 3 (Hinata Hyuga)

2010
- Super Robot Wars OG Saga: Endless Frontier EXCEED (Neige Hausen)
- Metal Gear Solid: Peace Walker (Paz Ortega Andrade)
- Naruto Shippuden: Kizuna Drive (Hinata Hyuga)
- Naruto Shippuden: Ultimate Ninja Storm 2 (Hinata Hyuga)
- Naruto Shippuden: Gekitou Ninja Taisen! EX Special (Hinata Hyuga)
- Shining Hearts (Maxima Einfield)

2011
- Phantom Breaker (Mikoto Nishina)
- Aquapazza: Aquaplus Dream Match (Rina Ogata)
- Unchained Blades (Clunea)
- Naruto Shippuden: Ultimate Ninja Impact (Hinata Hyuga)
- Final Fantasy Type-0 (Celestia)

2012
- Resident Evil: Revelations (Jessica Sherawat)
- Naruto Shippuden: Ultimate Ninja Storm Generations (Hinata Hyuga)
- Shining Blade (Sakuya, Kanon Seena)

2013
- Phantom Breaker: Battle Grounds (Mikoto Nishina)
- Shining Ark (Viola)
- Naruto Shippuden: Ultimate Ninja Storm 3 (Hinata Hyuga)

2014
- Granblue Fantasy (Hanna, Ann Takamaki)
- Metal Gear Solid V: Ground Zeroes (Paz Ortega Andrade)
- Naruto Shippuden: Ultimate Ninja Storm Revolution (Hinata Hyuga)
- Blade Arcus from Shining: Battle Arena (Sakuya, Excella Noa Aura)
- Shining Resonance (Excella Noa Aura)

2015
- Fate/Grand Order (Lancer/Nagao Kagetora)
- Metal Gear Solid V: The Phantom Pain (Paz Ortega Andrade)

2016
- Naruto Shippuden: Ultimate Ninja Storm 4 (Hinata Hyuga)
- Summon Night 6: Lost Borders (Enysha)
- Dragon Quest Heroes II (Desdemona)
- Persona 5 (Ann Takamaki)

2017
- Fire Emblem Heroes (Nott)
- Super Robot Wars V (Ange)
- Tales of the Rays (Colette Brunel, Rena Lanford)

2018
- Dragon Ball FighterZ (Cheelai)
- Super Robot Wars X (Ange)
- Persona 3: Dancing in Starlight (Ann Takamaki)
- Dragon Ball Legends (Cheelai)
- Naruto to Boruto: Shinobi Striker (Hinata Hyuga)
- Black Clover: Quartet Knights (Vanessa Enoteca)
- Dragalia Lost (Ann Takamaki)
- Persona Q2: New Cinema Labyrinth (Ann Takamaki)
- Super Smash Bros. Ultimate (Ann Takamaki)

2019
- Catherine: Full Body (Ann Takamaki, Voce DLC per Catherine)
- Persona 5 Royal (Ann Takamaki)
- Death Stranding (Fragile)
- Sakura Wars (Eris)

2020
- Persona 5 Strikers (Ann Takamaki)
- Tales of Crestoria (Colette Brunel)

2023
- Star Ocean: The Second Story R (Rena Lanford)
- Persona 5 Tactica (Ann Takamaki)
- Naruto x Boruto Ultimate Ninja Storm Connections (Hinata Hyuga)

2025
- Death Stranding 2: On the Beach (Fragile)

## Discografia

### Album
- 2001 - Supersonic Girl
- 2002 - Magic Attraction
- 2003 - Dream Skipper
- 2004 - Alive & Kicking
- 2006 - Hybrid Universe
- 2007 - Great Activity
- 2009 - Ultimate Diamond
- 2010 - Impact Exciter
- 2012 - Rockbound Neighbors
- 2014 - Supernal Liberty
- 2015 - Smashing Anthems
- 2016 - Neogene Creation
- 2019 - Cannonball Running

### Compilation
- 2007 - The Museum
- 2011 - The Museum II
- 2018 - The Museum III